# Onycocaridella monodoa
Onycocaridella monodoa är en kräftdjursart som först beskrevs av Fujino och Miyake 1969.  Onycocaridella monodoa ingår i släktet Onycocaridella och familjen Palaemonidae. Inga underarter finns listade i Catalogue of Life.